# Glyphis
Glyphis es un género de tiburones carcarriniformes llamados vulgarmente tiburones de agua dulce. Son especies de tiburones raras, difícilmente observadas, que por este hecho y lo oculto de su hábitat incluso otras especies pueden no haber sido descubiertas. 

## Características
Su hábitat natural se encuentra en ríos, lagos y también arroyos, pero las especies conocidas están documentadas en partes del sur y el sudeste asiático. Los tiburones de agua dulce son miembros de la familia Carcharhinidae, y por lo tanto comparten las características básicas del grupo. El tiburón toro, a veces también llamado tiburón del Zambeze o tiburón del lago Nicaragua, no debe ser confundido con los verdaderos tiburones de río del género Glyphis.

## Especies
- Tiburón fluvial de Borneo, Glyphis fowlerae Compagno, White & Cavanagh, 2010
- Tiburón del Ganges, Glyphis gangeticus (Müller & Henle, 1839)
- Tiburón fluvial del norte, Glyphis garricki Compagno, White, & Last, 2008
- Tiburón lanza, Glyphis glyphis (Müller & Henle, 1839)
- Tiburón fluvial birmano, Glyphis siamensis (Steindachner, 1896)
- Tiburón fluvial de Gran Bretaña, Glyphis hastalis †